# Autisme : j'accuse !
Autisme : j'accuse ! est un essai et un manifeste écrit par Hugo Horiot dans le cadre du mouvement pour les droits des personnes autistes, paru le 21 mars 2018 aux éditions de l'Iconoclaste. Il constitue une défense de l'intelligence autiste, et s'oppose à la mise en institution spécialisée.

## Résumé
L'ouvrage constitue un manifeste inscrit dans le mouvement pour les droits des personnes autistes, dénonçant la dictature de la normalité, et plaidant pour la reconnaissance des intelligences atypiques. Il s'oppose vivement à tous ceux qui considèrent les autistes comme des « déficients ».

## Éditions
Le grand format est paru le 21 mars 2018, aux éditions de l'Iconoclaste.

## Contexte
Hugo Horiot témoigne avoir rédigé cet ouvrage en parallèle de son refus de participer au quatrième plan autisme, en raison de la présence du « lobby psychiatrique » et du « lobby médico-social ». 
Au moment de la parution de l'ouvrage, une vidéo virale est diffusée sur les réseaux sociaux par Brut. Contacté par The Guardian, Hugo Horiot demande que les fonds alloués à l'institutionnalisation des personnes autistes en France soient réaffectés pour favoriser le développement des compétences et de l'intelligence de ces mêmes personnes.

## Analyse
Agnès Leclair, journaliste pour Le Figaro, décrit cet ouvrage comme « un brûlot sur la manière dont la France considère les autistes ». Le propos d'Autisme : j'accuse ! s'inscrit comme un appel à révolutionner la manière dont les personnes autistes sont considérées, et à les sortir des établissements spécialisés, et de la logique de la « prise en charge ». Hugo Horiot considère l'autisme comme n'étant ni une maladie, ni un handicap, mais « une autre forme d'intelligence ». 
Invité pendant le Magazine de la santé sur France 5, il déplore que l'autisme soit, en France particulièrement, abordé uniquement sous l'angle du déficit, et considéré comme une maladie à éradiquer. Il souhaite le développement de la pédagogie inclusive, et la reconnaissance de l'intelligence autiste.

## Réception
D'après Agnès Leclair, c'est « un essai qui bouscule les idées reçues sur l'autisme et met Emmanuel Macron au défi de lancer une vraie réforme sociétale ». Ritta Baddoura, critique pour L'Orient littéraire, parle d'un « manifeste vibrant qui appelle à ôter les lunettes de la norme pour vivre ensemble autrement ». Dans Lien social, Jacques Trémintin parle d'un « coup de colère qui mérite d'être relayé ».
D'après Hugo Horiot, le président de la République française Emmanuel Macron a reçu un exemplaire de ce livre, et lui a répondu par une carte postale en disant avoir « entendu » son message.